# Gottlieb von Hagen
Gottlieb von Hagen (* 18. Oktober 1595 in Hanshagen (Upahl); † 24. August 1658 in Bremen) war ein deutscher Verwaltungsjurist und Diplomat.

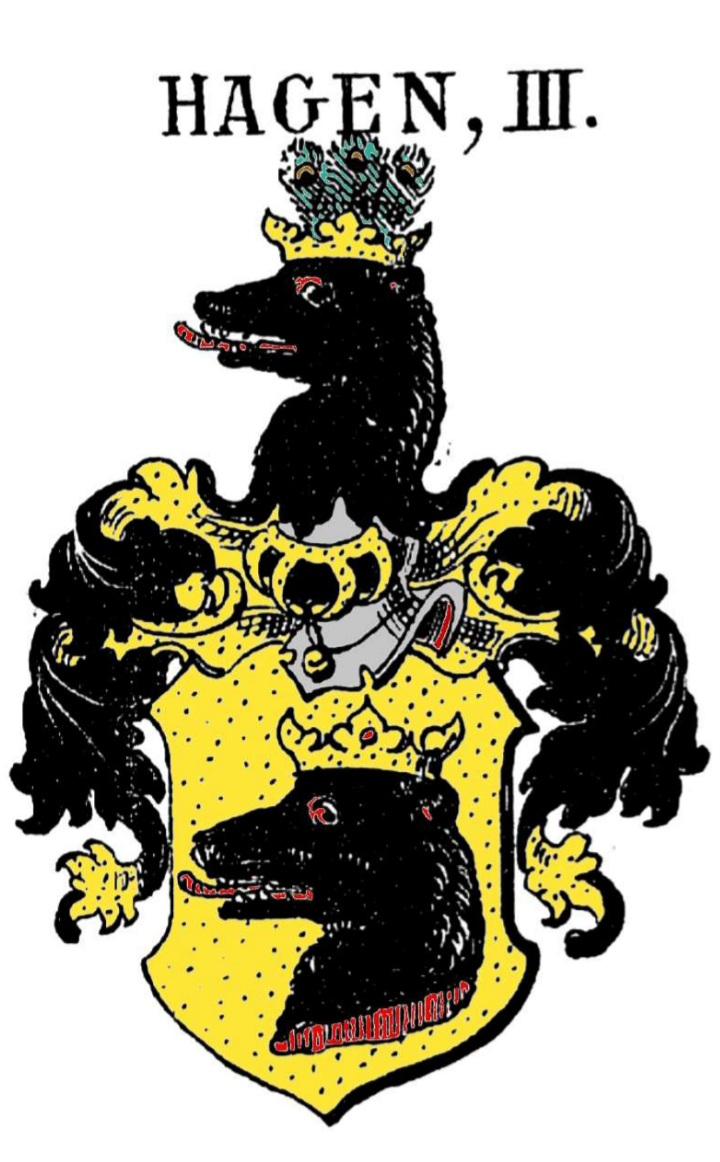
Wappen derer von Hagen mit dem Bärenkopf

## Leben
Gottlieb vom Hagen stammt aus dem mecklenburgischen Adelsgeschlecht von/vom Hagen, das auf Hanshagen bei Grevesmühlen ansässig war. Er war ein Sohn von Christoph von Hagen († 1611) auf Hanshagen, mecklenburgischer Rat und Amtshauptmann in Gadebusch, und dessen Frau Margarethe, geb. von Zepelin. Er hatte vier Brüder, die wie er beim Tod des Vaters 1611 alle noch unmündig waren. Die Mutter konnte das Gut halten, bis es in den 1620er Jahren durch die Einwirkungen des Dreißigjährigen Krieges zugrunde ging.
Gottlieb von Hagen studierte, unterstützt durch Gönner, ab 1612 Rechtswissenschaften an der Universität Rostock. Einem dieser Gönner, Johann Friedrich von Schleswig-Holstein-Gottorf, evangelischer Erzbischof von Bremen, Fürstbischof von Lübeck und Bischof von Verden, widmete er 1620 seine erste juristische Schrift. Er wurde bischöflicher Rat und Amtmann zu Eutin und Cismar. Als solcher war er 1625 in der Lage, seinem Vater ein heute nicht mehr erhaltenes Epitaph in der Nikolaikirche von Grevesmühlen, der Pfarrkirche von Hanshagen, zu setzen. Am 22. Dezember 1627 erhielt er, unter Zurückweisung päpstlicher Provisionen, die Bischöfliche Distinktpräbende am Lübecker Dom und wurde damit Domherr. 1636 resignierte er die Präbende zugunsten von David Gloxin.
Nach dem Lübecker Frieden und dem Restitutionsedikt wechselte Hagen in den Dienst des dänischen Königs Christian IV. Dieser hatte durch die milden Friedensbedingungen an Einfluss gewonnen und wurde zum unerschütterlichen Parteigänger des Kaisers Ferdinand II. 1632 schickte Christian IV. Gottlieb von Hagen als Gesandten an den Hof in Brüssel. Auch in der Folgezeit war er mehrfach in diplomatischer Mission für Christian IV. unterwegs, so 1636 gemeinsam mit Christian von Pentz nach Sachsen, dann an den Kaiserlichen Hof zum Regierungsantritt von Kaiser Ferdinand III. in Wien, 1637 zum Landgrafen von Hessen und 1639 nach Bremen. 1640 erhielt er eine Domherrenstelle am Schleswiger Dom. 1643, während des Torstenssonkriegs, wurde er noch einmal Gesandter in Brüssel. 1654 nahm er am Reichstag in Regensburg teil. Zuletzt war er „Kommissarius“ für Christians Sohn und Nachfolger Friedrich III. in Bremen. Gottlieb von Hagen besaß eine „diplomatische Fertigkeit“, die in den Wirren des Krieges hilfreich war und auch Bestechungsgelder nutzte.
Neben seiner diplomatischen Tätigkeit beschäftigte er sich mit geistlichen Dichtungen. Während seines fünfjährigen Aufenthalts im katholischen Brüssel verfasste er Andachten und Lieder für den Gebrauch bei den ihm zugestandenen protestantischen Hausandachten, die er 1650 und 1653 als Buch veröffentlichte.
In erster Ehe hatte er 1623 Christine, die uneheliche Tochter Johann Friedrichs aus dessen Beziehung mit der aus Bremervörde stammenden Anna Dobbel geheiratet. Sie und ihr Bruder Friedrich wurden 1621 vom Kaiser legitimiert und unter dem Namen von Holstein in den Adelsstand erhoben. Christine brachte den von ihrem Vater erworbenen Erbhof Thedinghausen in die Ehe ein. Dadurch wurde Gottlieb von Hagen Burgmann zu Thedinghausen. Als solcher förderte er den Wiederaufbau der Kapelle in Thedinghausen und stiftete 1643 ein (nicht erhaltenes) Altargemälde der Kreuzigung Jesu für die Kirche St. Cosmas und Damian in Lunsen. In zweiter Ehe heiratete er 1643 in Lübeck die verwitwete Magdalena Eggeling, geb. von Höveln († 1673 in Bremen, Grab im Dom), eine Schwester des Lübecker Ratsherrn Gotthard VI. von Höveln. Damit wurde er Stiefvater von Johann Heinrich Eggeling.
Er wurde im Bremer Dom beigesetzt. Sein aus Holz geschnitztes Epitaph mit einem Bild der Veronika und dem Schweißtuch ist fragmentarisch erhalten.

## Werke
- De Pignorationibus Nec Non Arrestis Imperii Resolutiones Materiam Gravem, perplexam, nulliq[ue] utilitatis laude secundam exhibentes, per rationes Iures communis, Pontificii, ac Imperialis illustratae, ac decisae/ Quas … in florentiß. Illustriß. Principum Megapol. Academia Rostochiana, Praeside … Dn. Christiano Ohm I. U. D. Publice proponit Gottlieb vom Hagen Nob. Megapol. Ad diem … Decemb. Anno 1616. Rostock 1616 (Digitalisat)
- Discursus Novus De natura ac statu Verae Nobilitatis Ac Doctoratus Iuris : Cum accuratis praecipuarum hac de re quaestionum ventilationibus: Per Epistolas Duas e Diametro sibi … contrarias, exhibitus. Hamburg 1620 (Digitalisat)
- Romano-Germanicus S. Caesar. Maiestatis Nec Non Electorum Statuumque Imperii Splendor Nebulosum Cassani Consiliarii Regii Somnium dispergens: Eiusdemq[ue] Romanum Imperium Galliae Regibus hereditarie vendicantis Errores in Parte 2. Cap. 1. Libri, Ann. 1632. sub titulo La Recherche Des Droits Et Pretensions du Roy. &c. editi / Commissos perspicue demonstrans. Hamburg: Froben 1636 (Digitalisat)
- ORATORIUM ANIMÆ tendentis in coelum. Oder Andächtige Seelenreise nach dem himmlischen Jerusalem.  1650
- Christliches/ Mit mancherley schönen Paradeys-Blumen gepflantztes Rosengärtlein : Mit außerwehleten Gebeten/ und … Andachten'. Sambt einem sonderlichen … Gesangbuch. Lübeck: in Verlegung Arendt Wessels 1653
- Gesangbüchlein Doct: Mart: Luth: : mit etlichen D. Philippi Nicolai, und D. Cornel. Beckers/ Item mit anderen Teütschen/ und Lateinischen newen Gesängen erweitert/ sampt vielen/ dabey gefügten Lateinischen/ vorhin/ an diesen/ Orten/ wenig bekandten alten Hymnis Jena: in Verlegung Erhard Bergers Buchhändler 1654
- Comitiologia Ratisbonensis, de Anno 1654. Das ist: Was bey selbigem Reichstage zu Regenspurg: Item, Was daneben bey der Wahl deß Röm: Königs Ferdinandi IV. und dessen Crönung/ beydes in Iure, & facto anzumercken sich erzeiget hat: Sambt der Römischen Königlichen Newen Capitulation : Item: Unpassionirte Gedancken/ wider deß Hippoliti De Lapide, Von dem Hochlöblichsten Hause Oestereich: Von Reformirung deß gantzen Römischen Reichs: Von Verwerffung deß Kayserlichen Reichs Hoffrahts: Von Restringirung deß Cammergerichts: Von Restabilirung deß vormahligen Regimenti Imperii, und uber andere/ in seinem/ De Ratione Status genantem Buch/ vorgestellte verdambliche Anschläge. Item, dienliche Annotata, über die vornehmste/ in dem jüngsten Reichs Abscheide de Anno 1654. beydes in Politischen und Justitz Sachen enthaltene Hauptpuncte … Bremen: Berger 1657;  Franckfurt: Rohner 1657